# San José Agrícola
San José Agrícola är en ort i Mexiko.   Den ligger i kommunen Guasave och delstaten Sinaloa, i den västra delen av landet, 1 200 km nordväst om huvudstaden Mexico City. San José Agrícola ligger 8 meter över havet och antalet invånare är 310.
Terrängen runt San José Agrícola är mycket platt. Runt San José Agrícola är det ganska tätbefolkat, med 100 invånare per kvadratkilometer. Närmaste större samhälle är Guasave, 16,6 km öster om San José Agrícola. Trakten runt San José Agrícola består till största delen av jordbruksmark.